# Handley Page Dart Herald
Хэндли Пейдж «Дарт геральд» (англ. Handley Page Dart Herald) — британский турбовинтовой пассажирский самолёт.

## История
Разработка самолёта началась компанией Handley Page в 1952 году. Самолёт подразумевался как замена Douglas DC-3. Первый полёт совершил в 1955 году. Первый заказ был выполнен в июне 1959 года для British European Airways. Самолёт использовался в качестве регионального самолёта. Самолёт имеет герметичный фюзеляж, убирающееся трёхопорное шасси с носовым колесом. Серийный выпуск самолётов был завершен в 1968 году. Всего произведено около 50 экземпляров самолёта в нескольких модификациях. Последний грузовой самолёт был снят с эксплуатации в 1999 году. Последний пассажирский борт прекратил полёты в 1995 году.

## Модификации
HPR-3 Herald
Прототип, оснащенный Alvis Leonides Major 701/1.
HPR-7 Dart Herald
Серия 100
Первая серийная модификация.
Серия 200
Самолёт с увеличенной длинной и пассажировместимостью (до 56 человек).
Серия 300
Специальная версия для США. Производство было отменено.
Серия 400
Военно-транспортная версия самолёта. Борт мог вмещать 50 военнослужащих или 24 раненных и медицинский персонал.
Серия 500
Более мощная версия 400. Производство было отменено.
Серия 600
Самолёт с увеличенной длинной и пассажировместимостью (до 68 человек) и более мощными двигателями. Производство было отменено.
Серия 700
Серия 600, но с прежней пассажировместимостью. Производство было не начато.
HPR-8
Специальная версия для перевозки автомобилей. Производство было отменено.
HP.124
Грузовая версия. Производство было отменено..
HP.125
Военно-транспортная версия с более мощными двигателями. Производство было отменено.
HP.127 Jet Herald
Проект самолёта с реактивными двигателями и удлинённым фюзеляжем. Проект отменён.
HP.129 Mini Herald
Проект самолёта с реактивными двигателями и укороченным фюзеляжем с пассажировместимостью до 30 человек. Проект отменён.

## Лётно-технические характеристики
Приведённые ниже характеристики соответствуют модификации Dart Herald 200:
Технические характеристики
- Экипаж: 2 человека
- Пассажировместимость: 56 человек
- Длина: 23,1 м
- Размах крыла: 28,9 м
- Высота: 7,3 м
- Площадь крыла: 82,3 м²
- Масса пустого: 11 684 кг
- Максимальная взлётная масса: 19 818 кг
- Силовая установка: 2 × ТВД Rolls-Royce Dart Mk.527
- Мощность двигателей: 2 × 2 105 л.с. (2 × 1 570 кВт)

Лётные характеристики
- Максимальная скорость: 495 км/ч
- Крейсерская скорость: 445 км/ч
- Практическая дальность: 1 750 км
- Практический потолок: 9 052 м
- Скороподъёмность: 9,4 м/с

## Аварии и катастрофы
По данным портала Aviation Safety Network, по состоянию на 18 июня 2020 года, в авариях и катастрофах было потеряно 17 самолётов Handley Page Dart Herald различных модификаций. При этом погибли 168 человек. Попыток угона не было.
| Дата       | Бортовой номер | Место катастрофы          | Жертвы | Краткое описание                                                                                               |
| ---------- | -------------- | ------------------------- | ------ | --- |
| 30.08.1958 | G-AODE         | Милфорд                   | 0/9    | Вылетел для участия в авиасалоне в Фарнборо. В полёте загорелся двигатель. Совершил аварийную посадку на поле. |
| 17.03.1965 | CF-NAF         | около Маскводобойт-Харбор | 8/8    | Разрушение фюзеляжа в воздухе из-за коррозии.                                                                  |
| 10.04.1965 | JY-ACQ         | около Дамаска             | 54/54  | Разрушился в воздухе.                                                                                          |
| 03.11.1967 | PP-SDJ         | Куритиба                  | 21/25  | При заходе на посадку врезался в гору из-за ошибки экипажа.                                                    |
| 24.02.1969 | B-2009         | Тайнань                   | 36/36  | Неудачная посадка на поле после отказа двигателя.                                                              |
| 04.11.1970 | I-TIVE         | Рим                       | 0/4    | Разбился при взлёте во время тренировочного полёта.                                                            |
| 19.11.1970 | PI-C869        | Манила                    | 0/0    | Уничтожен во время тайфуна.                                                                                    |
| 07.05.1972 | HK-721         | Вальедупар                | 0/36   | Совершил жёсткую посадку с отказавшем двигателем в 900 м от ВПП.                                               |
| 02.11.1973 | HK-718         | Вильявисенсио             | 6/16   | Разбился во время вынужденной посадки из-за проблем с гидравликой.                                             |
| 24.12.1974 | G-BBXJ         | Джерси                    | 0/53   | Потерпел аварию при взлёте из-за проблем с двигателями.                                                        |
| 22.06.1975 | HK-715         | Ла-Либертад               | 0/3    | Вынужденная посадка на поле из-за отказа двигателя.                                                            |
| 17.06.1976 | FM1025         | Куала-Лумпур              | 0/25   | Совершил жёсткую посадку.                                                                                      |
| 11.06.1984 | G-BBXI         | Борнмут                   | 0/н.д. | В стоящий самолёт врезался грузовик.                                                                           |
| 11.09.1984 | 9Q-CAH         | Бандунду                  | 30/36  | Отказ двигателя. Самолёт выкатился за пределы ВПП, врезался в дома и загорелся.                                |
| 05.11.1989 | HK-2702        | Толима                    | 6/6    | Врезался в гору во время дождя.                                                                                |
| 16.09.1991 | HK-2701        | Барранкилья               | 7/7    | Разбился в тумане.                                                                                             |
| 08.04.1997 | G-ASVO         | Борнмут                   | 0/н.д. | Повреждён во время руления.                                                                                    |